# Martin z Leónu
Svatý Martin z Leónu (1130? – 12. ledna 1203) byl španělským knězem a kanovníkem řádu augustiniánů.

## Životopis
Narodil se v Leónu. Po matčině smrti se spolu s otcem připojil k místním augustiniánským kanovníkům v kostele svaté Marcele, kde rovněž studoval. Brzy nato byl vysvěcen na kněze. Po otcově smrti se vydal na pouť do Říma, Konstantinopole a Jeruzaléma. Po návratu do Leónu vstoupil do kláštera svatého Isidora. Tam také dne 12. ledna roku 1203 zemřel.

## Úcta
Jeho liturgická památka se slaví v den jeho úmrtí, tj. 12. ledna.